# نیکولا کلیوسف
نیکولا کلیوسف (مقدونی: Никола Кљусев؛ ۲ اکتبر ۱۹۲۷ – ۱۶ ژانویه ۲۰۰۸ ) یک سیاست‌مدار و استاد دانشگاه اهل جمهوری مقدونیه بود. وی اولین نخست‌وزیر این کشور از ژانویه ۱۹۹۱ تا اوت ۱۹۹۲ بود.